# Taula dels Marchand
La Taula dels Marchand (en bretó An Daol Varchant; en francés Table des Marchand) és un gran dolmen del jaciment megalític de Locmariaquer (Le Groh), al departament francés de Morbihan. El nom prové del patronímic d'una família vinculat a aquest lloc.
Propietat de l'estat, el dolmen ha estat classificat com a monument històric des de 1889.

## Història

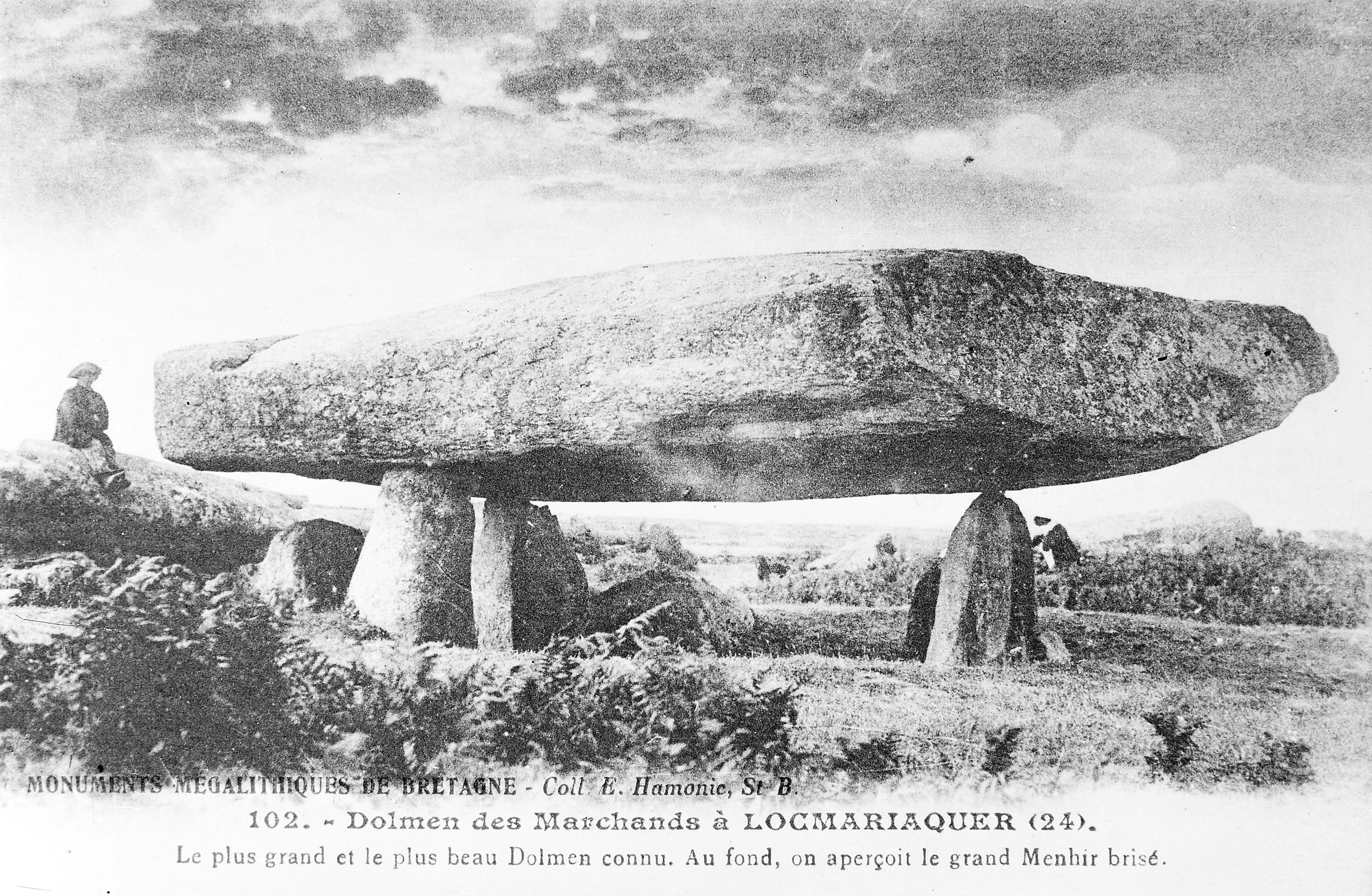
Dolmen dels Marchand. De la Collection Hamonic, Monuments Megalithiques de Bretagne

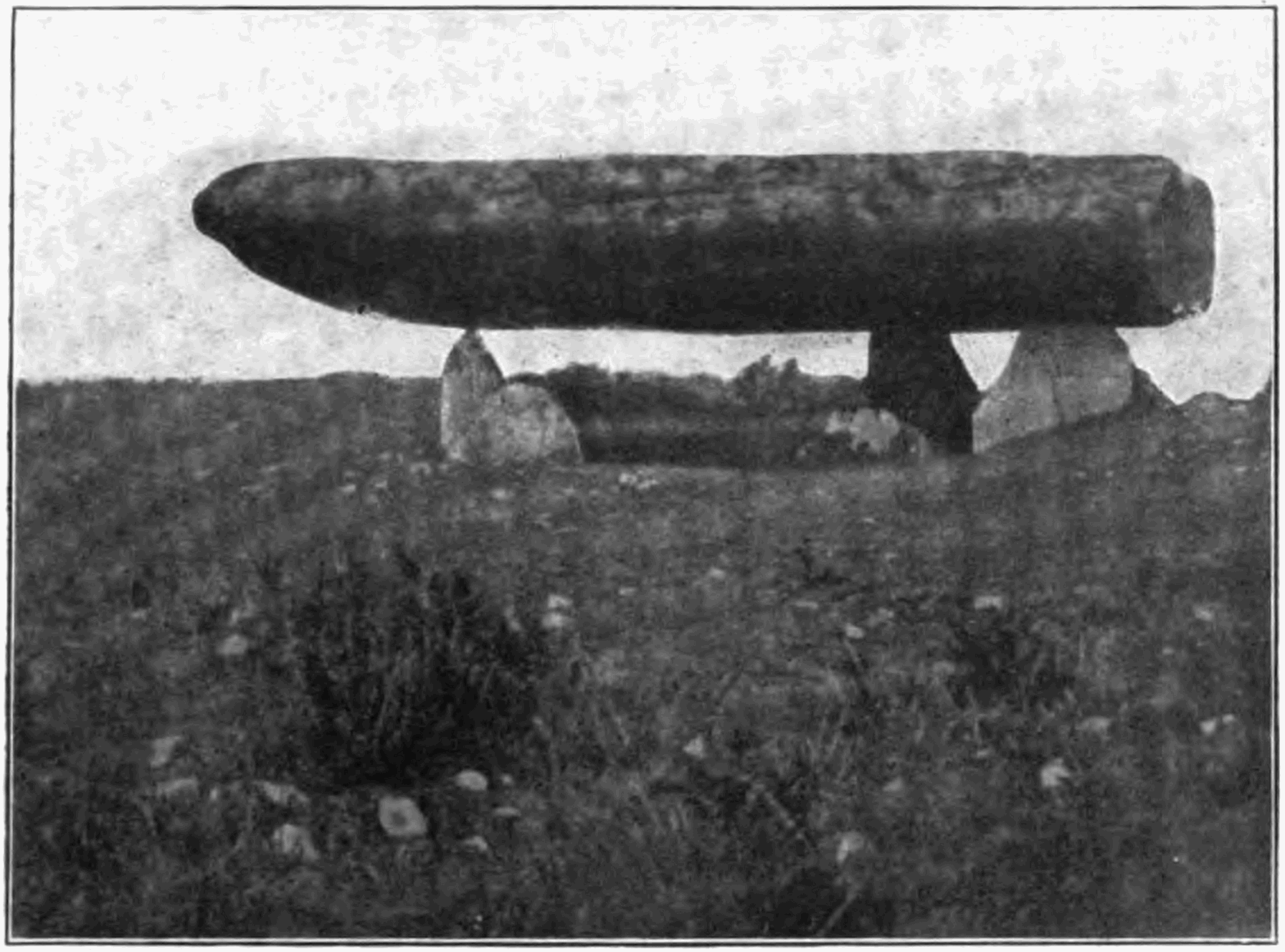
El dolmen al 1909

La construcció del dolmen i del cairn data de començaments del IV mil·lenni ae. És una tomba de corredor completada per una cambra funerària, el conjunt originàriament formava un cairn. D'orientació nord-sud, el monument té una longitud d'aproximadament 12 m, el corredor una longitud de 7 m amb una alçada a l'entrada d'1,4 m; la cambra poligonal té una alçada de 2,5 m.
Les primeres excavacions daten de 1811, però els objectes que llavors s'hi descobriren es van perdre. En aquest moment, el monument semblava una llosa plana descansant sobre tres pilars. Fou restaurat al 1883 i una altra vegada estudiat i consolidat per Zacharie Le Rouzic al 1937. Després d'una recerca el 1985 i una restauració el 1991, el conjunt ha pres la forma d'un cairn.

## Descripció

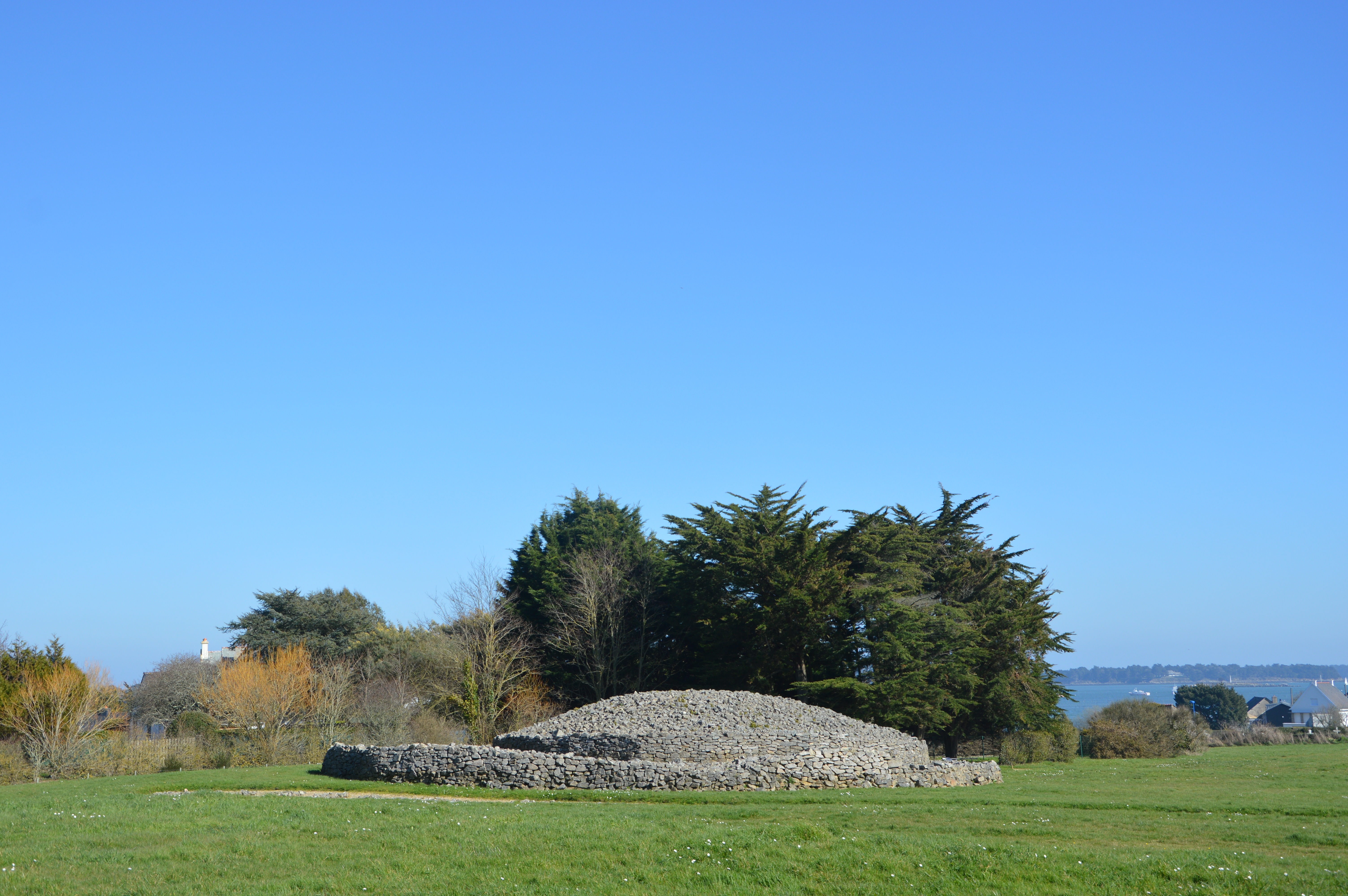
Vista llunyana del monument

Segurament utilitzat durant diversos segles, el monument es compon de dues lloses gravades. L'entrada n'és al costat sud-est.
La llosa de la capçalera que forma el fons de la cambra funerària estava en origen a l'aire lliure i constituïa un monument autònom; l'estela dels bàculs en gres està decorada en ambdues cares, la de dins de la cambra mostra a una dea mare amb abundant cabellera i en forma humana esquematitzada en escut. Aquest escut té quatre files de bàculs orientats a l'esquerra simètricament. La cara externa no és visible. El conjunt del megàlit es construí després, a partir i al voltant d'aquesta primera estela que dona al riu d'Auray. Els bàculs són un símbol de poder, probablement donen una advertència als qui s'acosten a la península.

La segona llosa de cobertura forma el sostre de la cambra; fa 7 m de llarg, 4 m d'ample, 0,8 m d'espessor i pesa aproximadament 65 tones. Aquesta llosa és decorada amb un destral (amb la fulla polida, el taló agut i el tall prou ample), un bàcul, i a la part inferior té el cos davanter d'un bòvid, caracteritzat per un musell ample, el tos curt, el llom dret i la gropa angular. És una part d'un bloc tabular trencat, una part del qual la transportaren per mar per al cairn de Gavrinis, distant uns 5 km (s'hi troben sobre la llosa de cobertura les banyes i l'espina dorsal del bòvid), i una altra més, al túmul d'Er Grah, situat a pocs metres de la taula dels Marchand; els motius decoratius se'n complementen perfectament.

Taula des Marchand
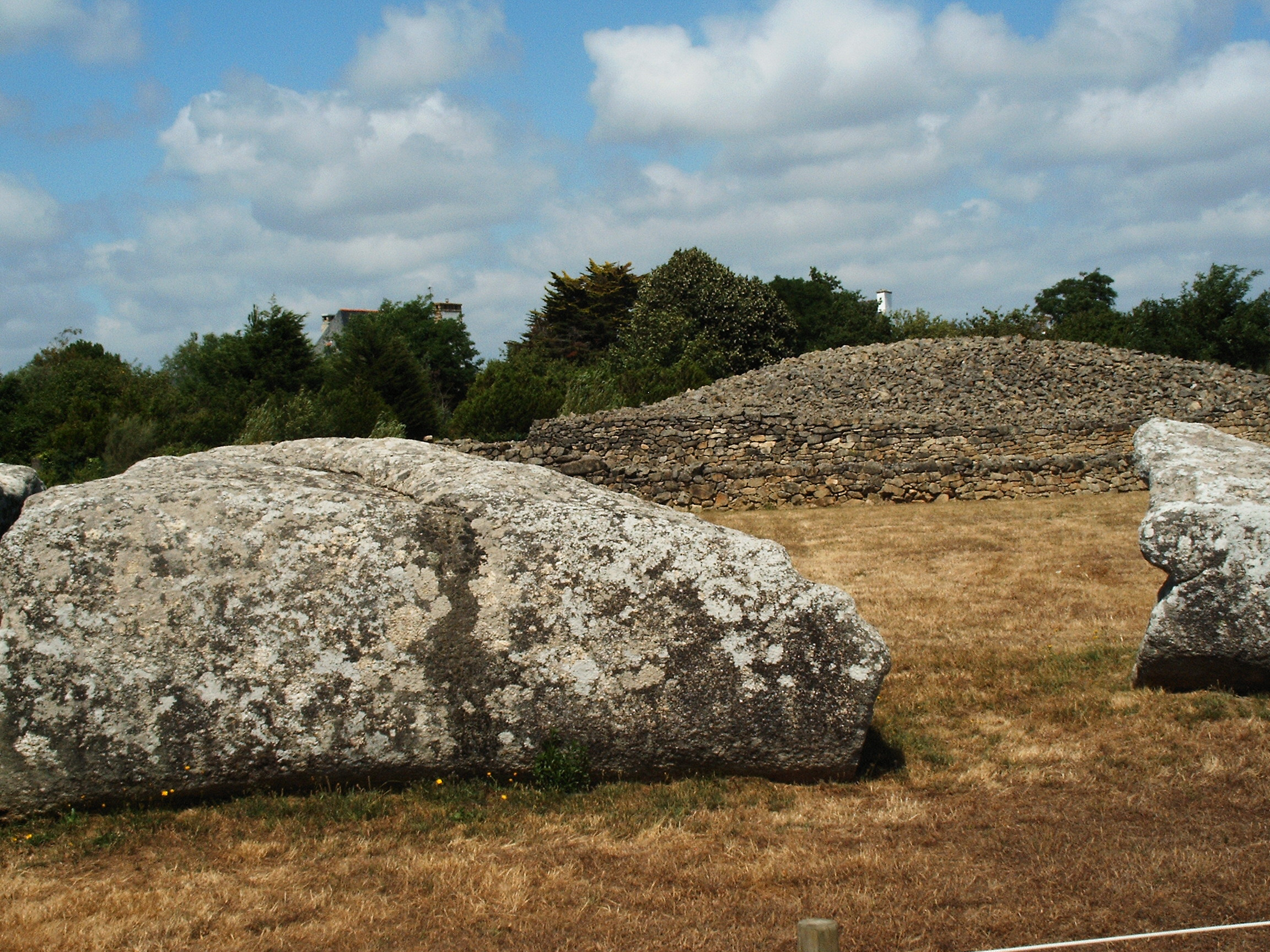
Gran menhir i el pujol reconstruït de la Taula dels Marchand
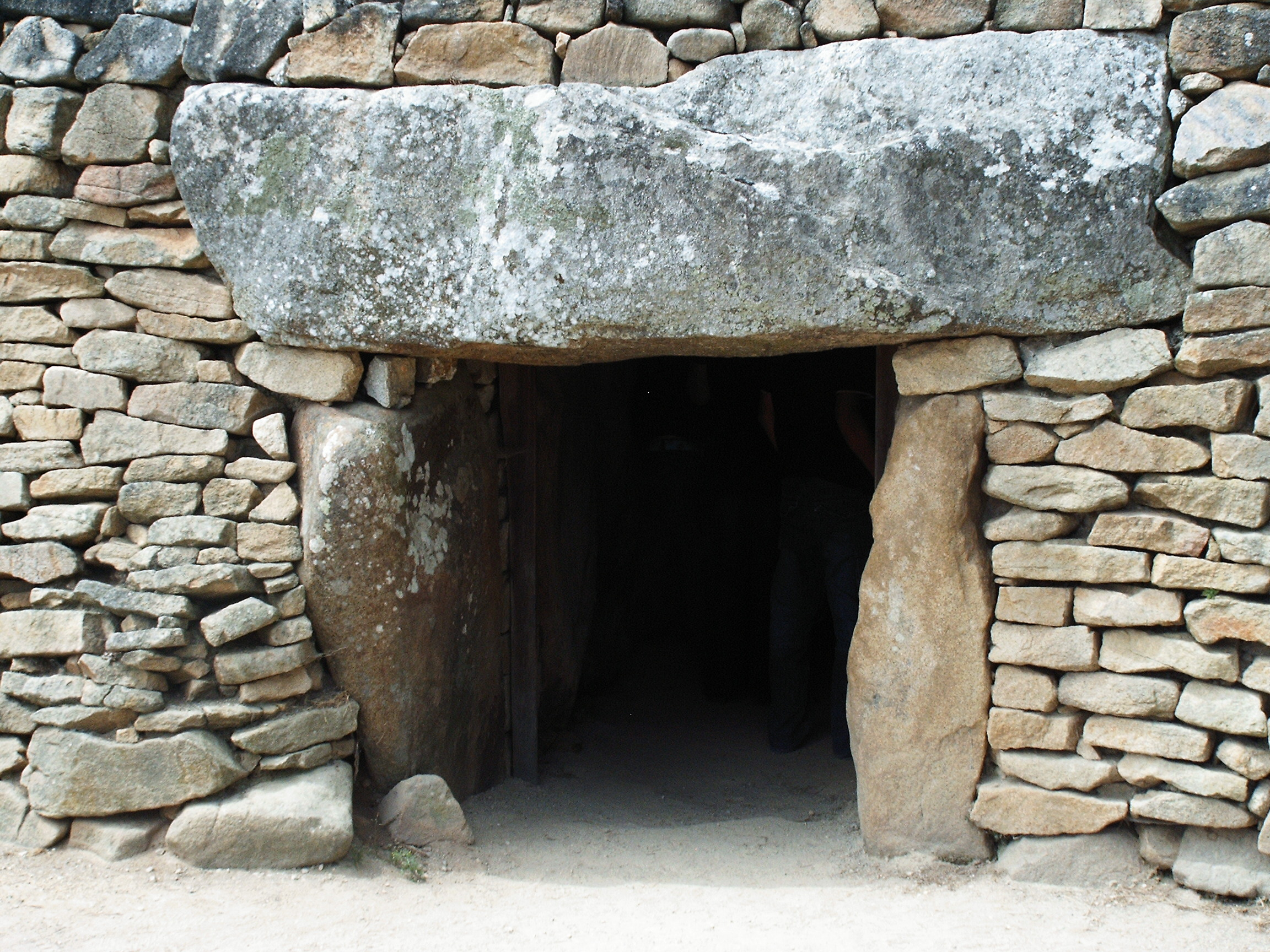
Entrada de la Taula dels Marchand
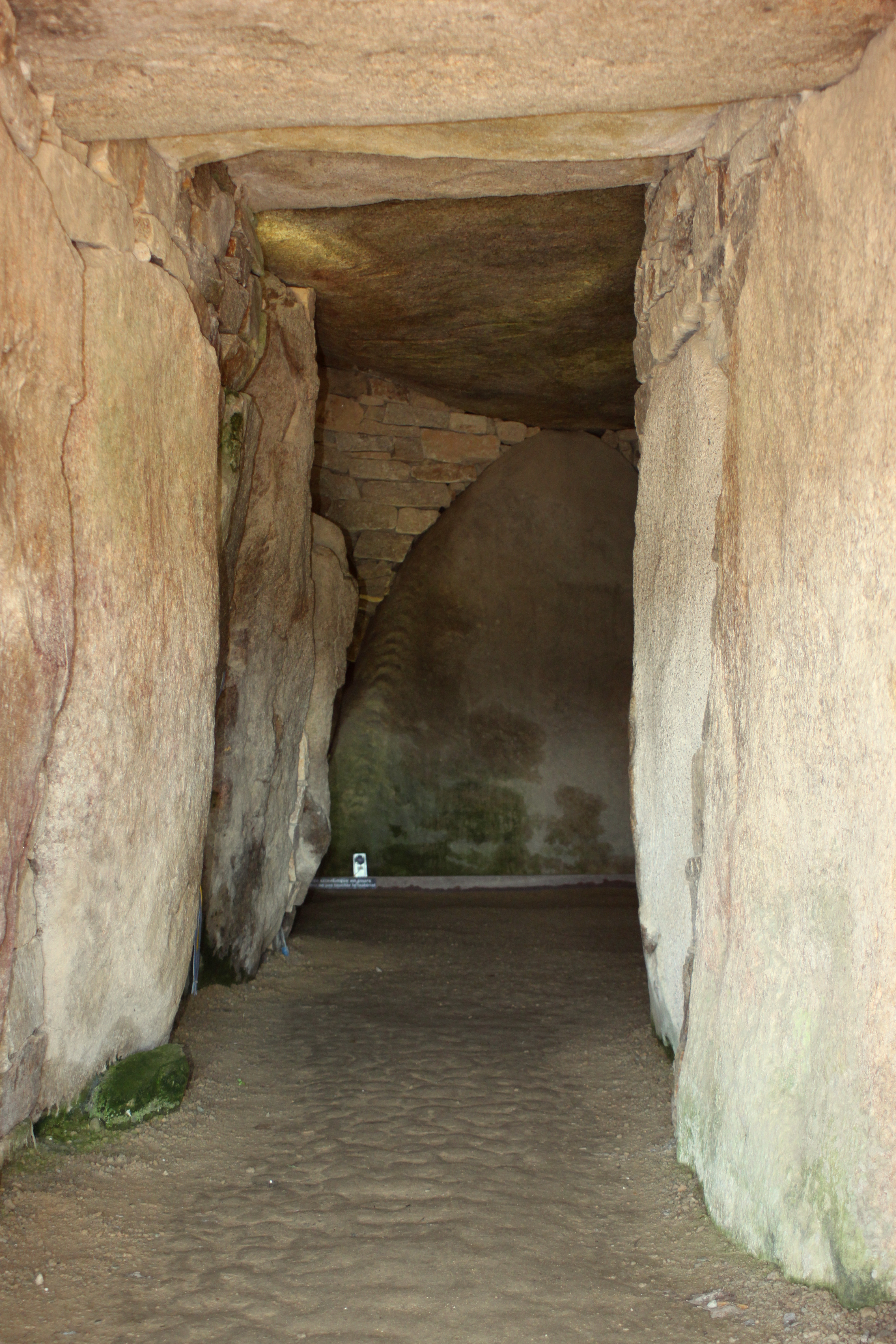
Corredor interior
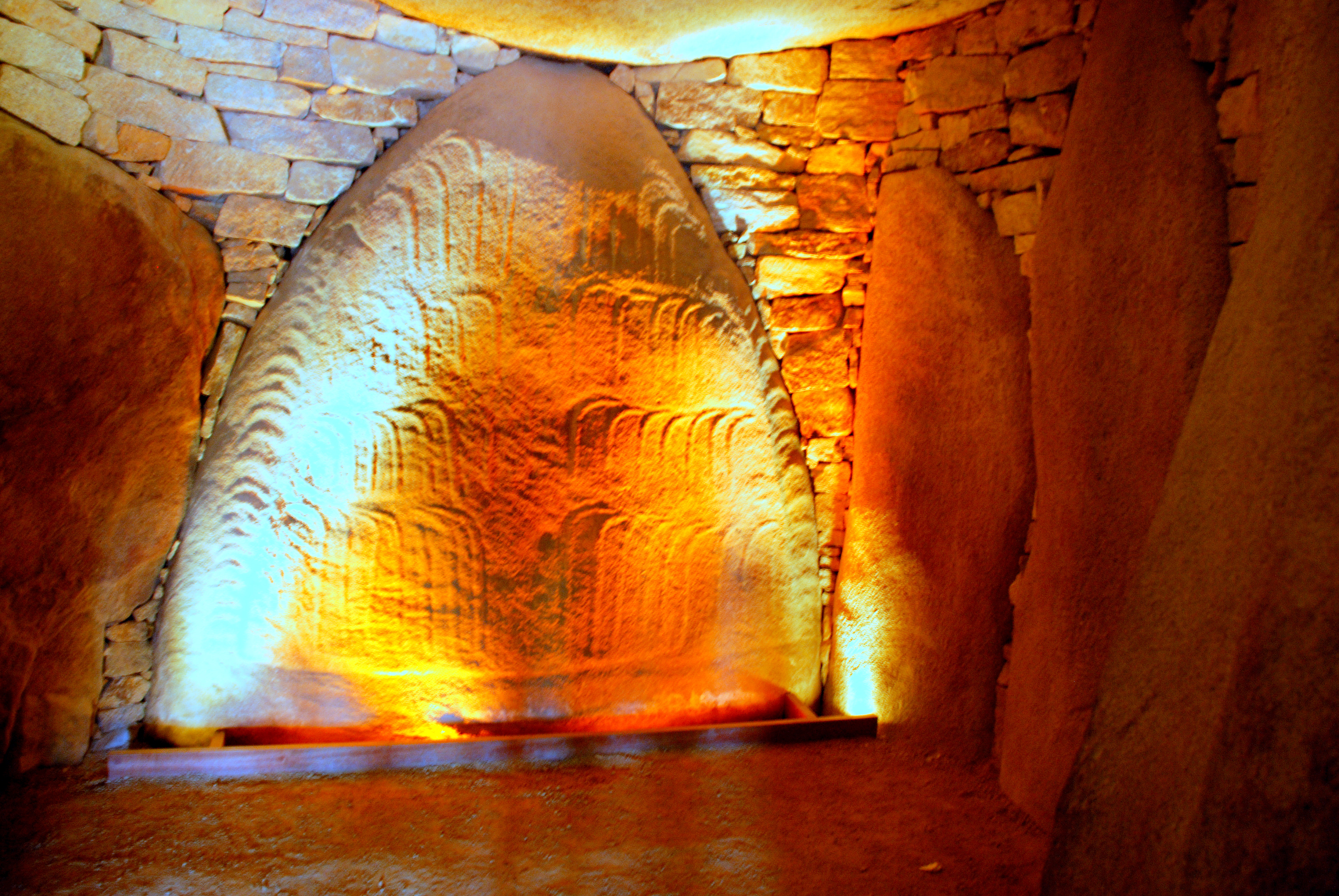
Interior il·luminat del cairn
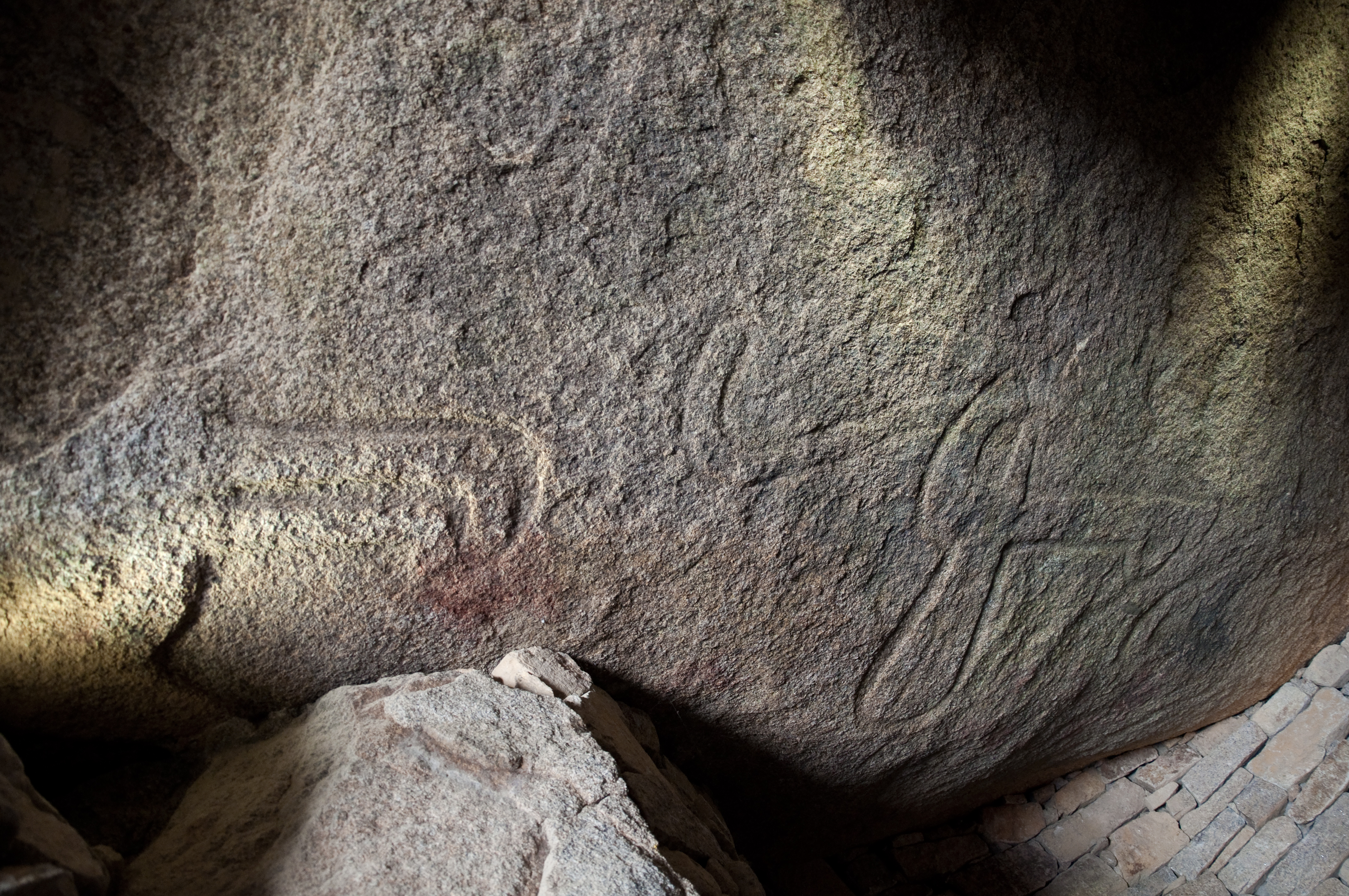
La llosa de cobertura gravada de la Taula dels Marchand